# Schoonhoven
Schoonhoven es un antiguo municipio de la provincia de Holanda Meridional, al sur de los Países Bajos. 
En diciembre de 2014 tenía 11 898 habitantes repartidos sobre una superficie de 6.92 km² del cual 0.64 km² es agua. Desde 2014, es el municipio más pequeño en el Países Bajos en área de tierra, después de la fusión de Rozenburg a Róterdam.
Un mapa histórico de Schoonhoven de 1652 muestra muros en la ciudad al norte y al oeste, lo cual era común durante el medievo en los Países Bajos. La única puerta de entrada medieval que queda en Schoonhoven es el Veerpoort (Puerta de Transbordador) junto al Río. Este Veerpoort ha protegido Schoonhoven de las inundaciones del río Rin y de la Inundación de los Países Bajos en 1953 y es plenamente funcional como barrera de agua hoy en día.

## Galería

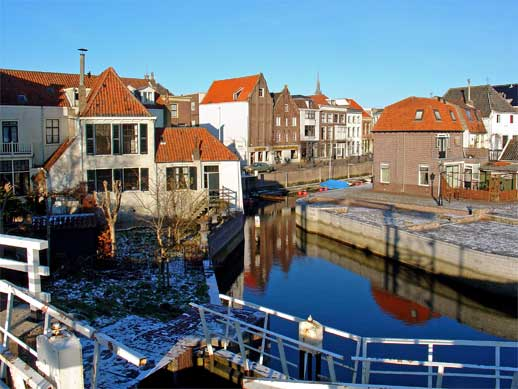
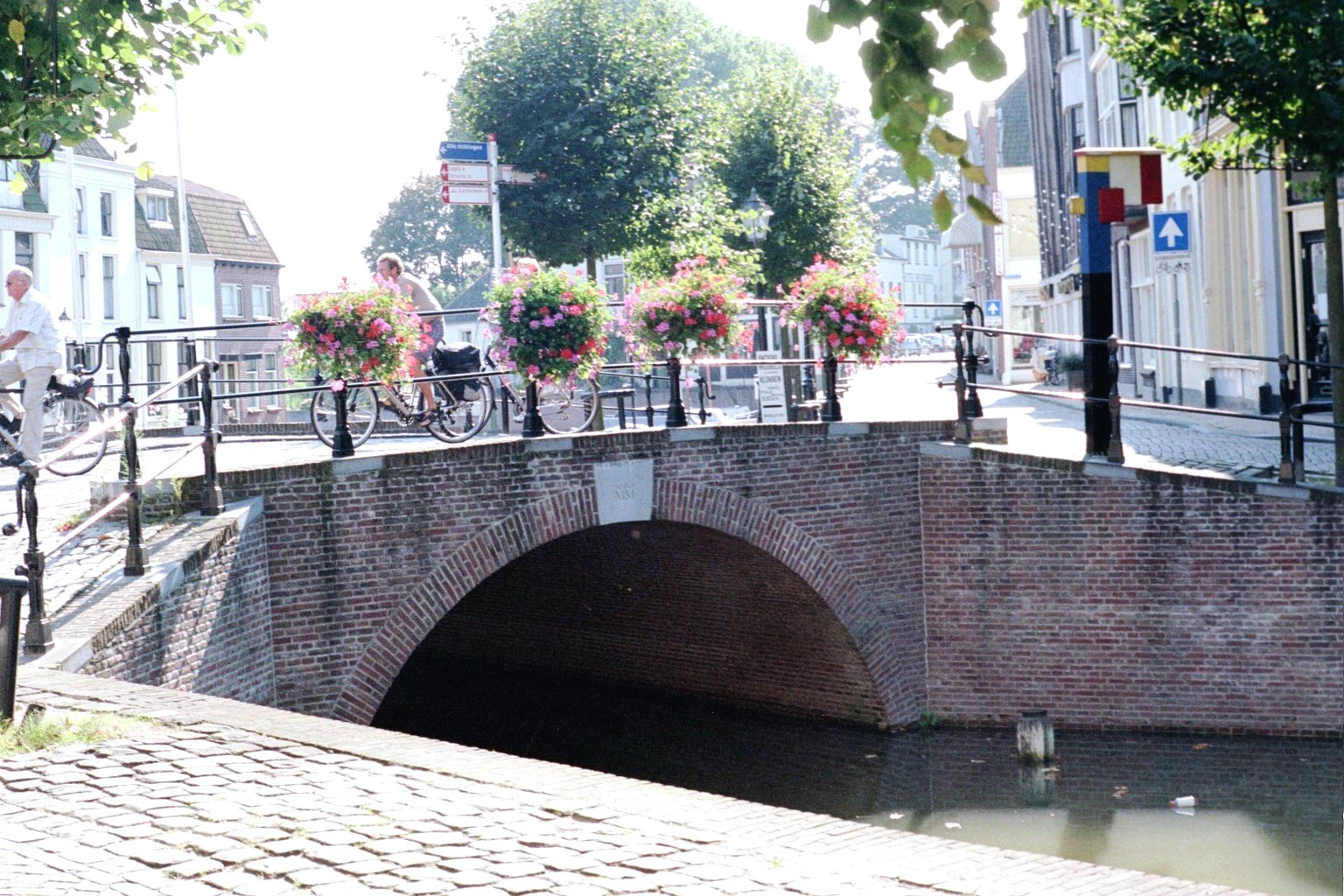
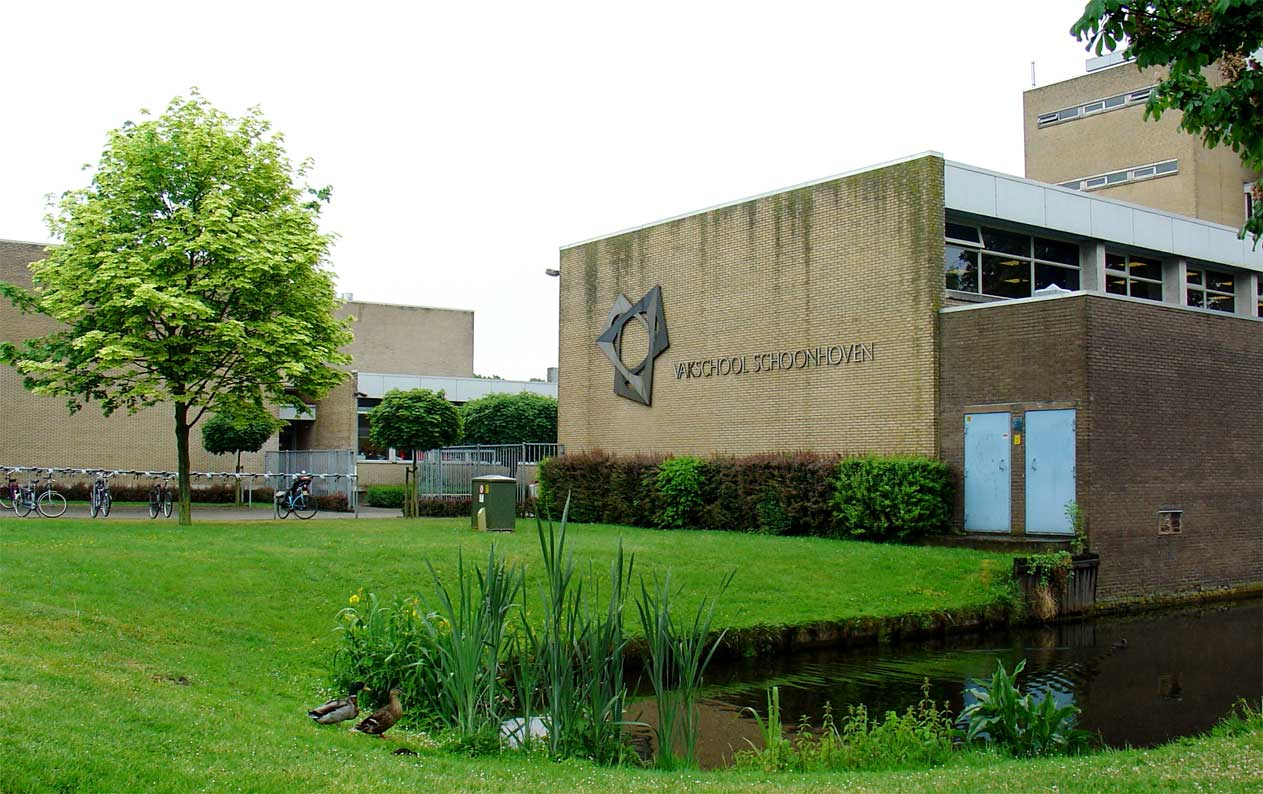
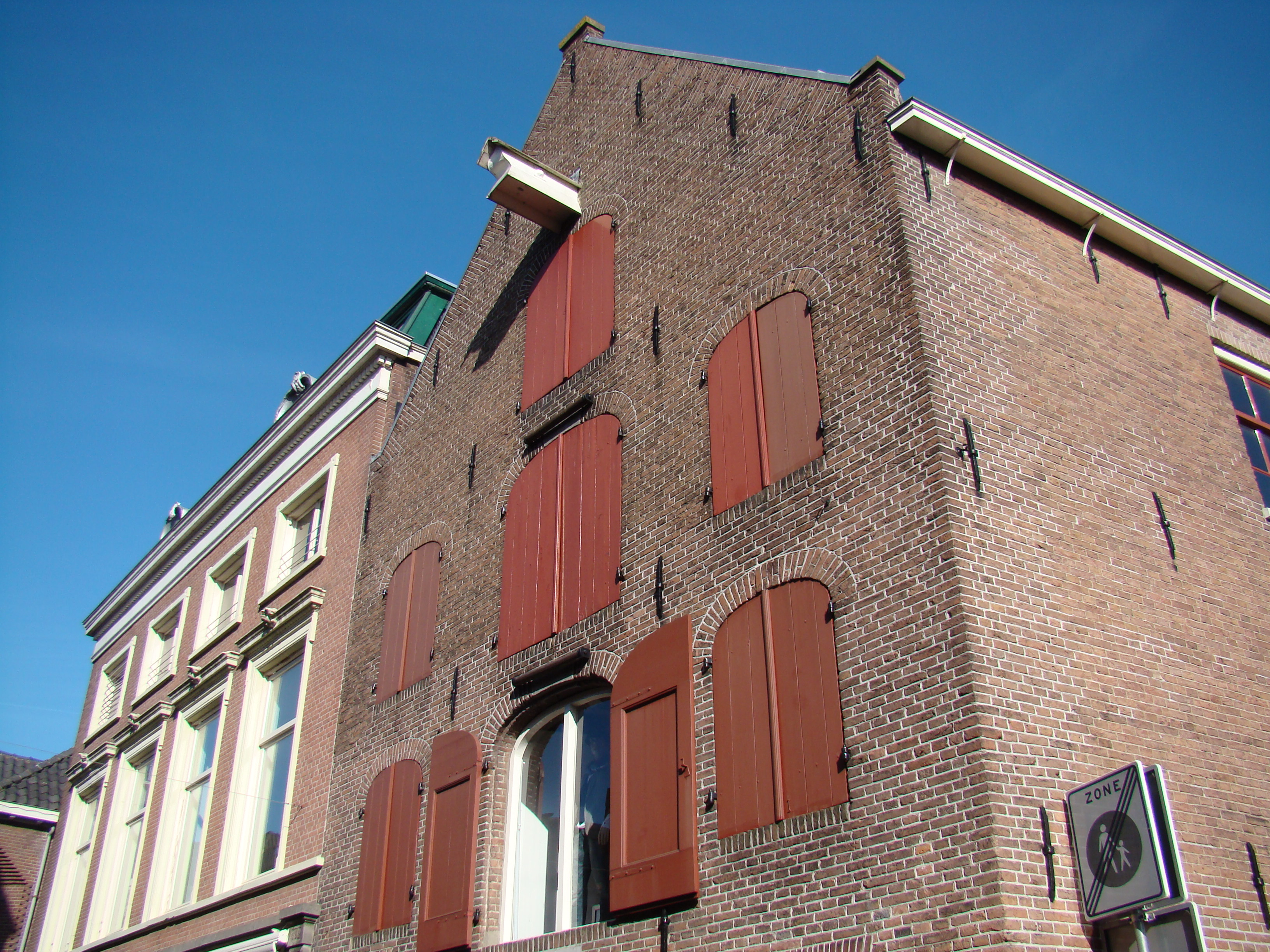
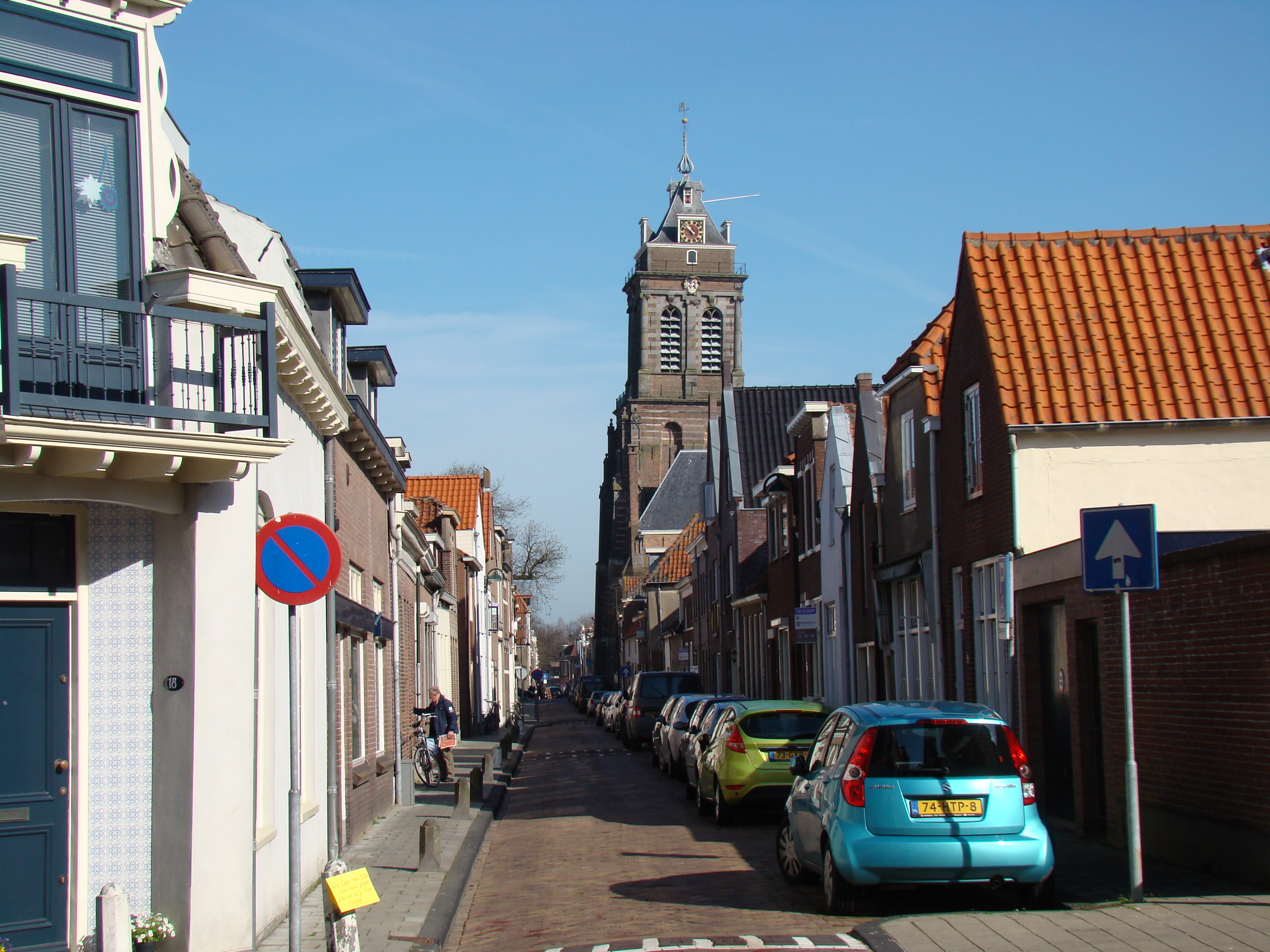
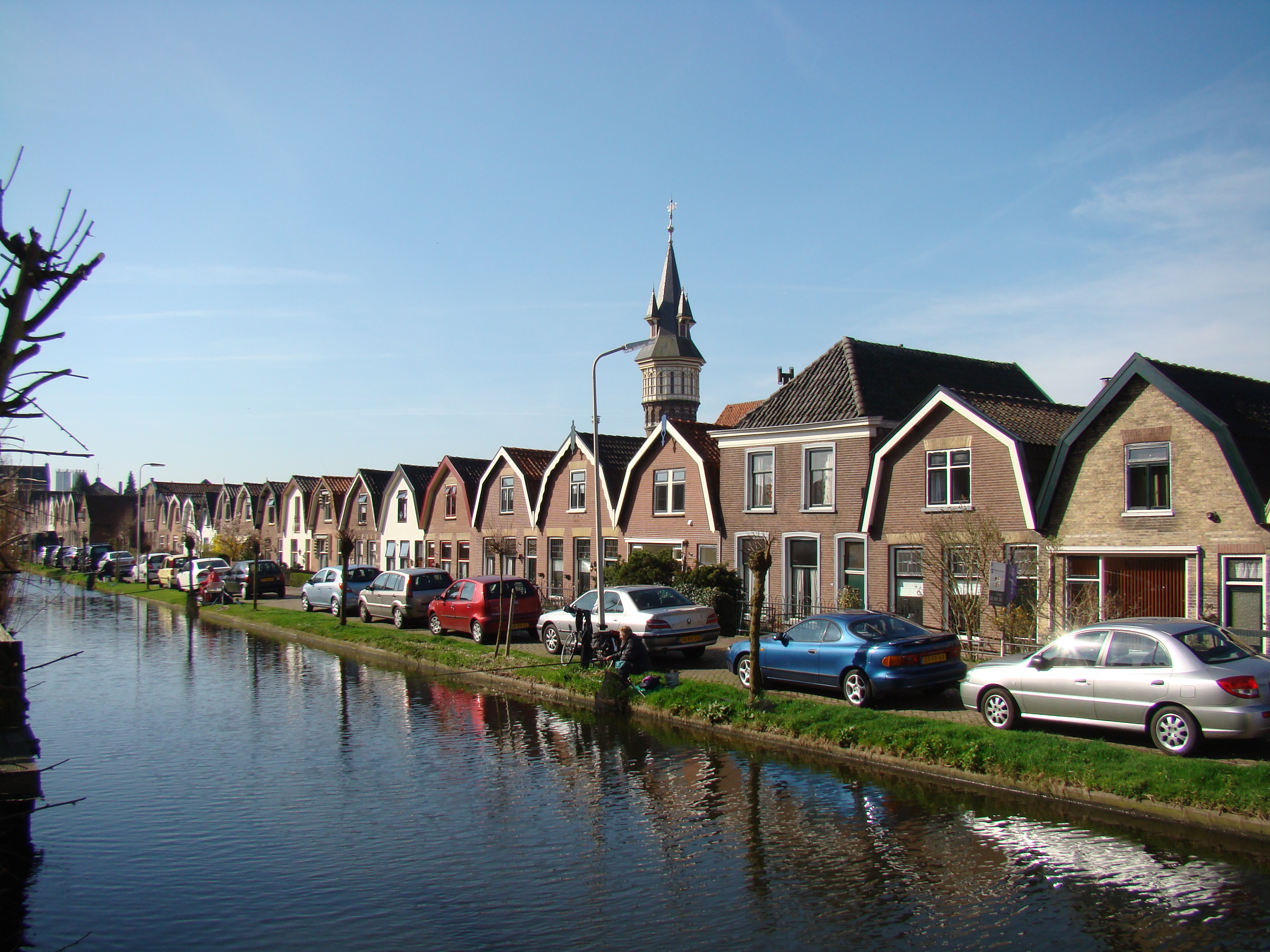
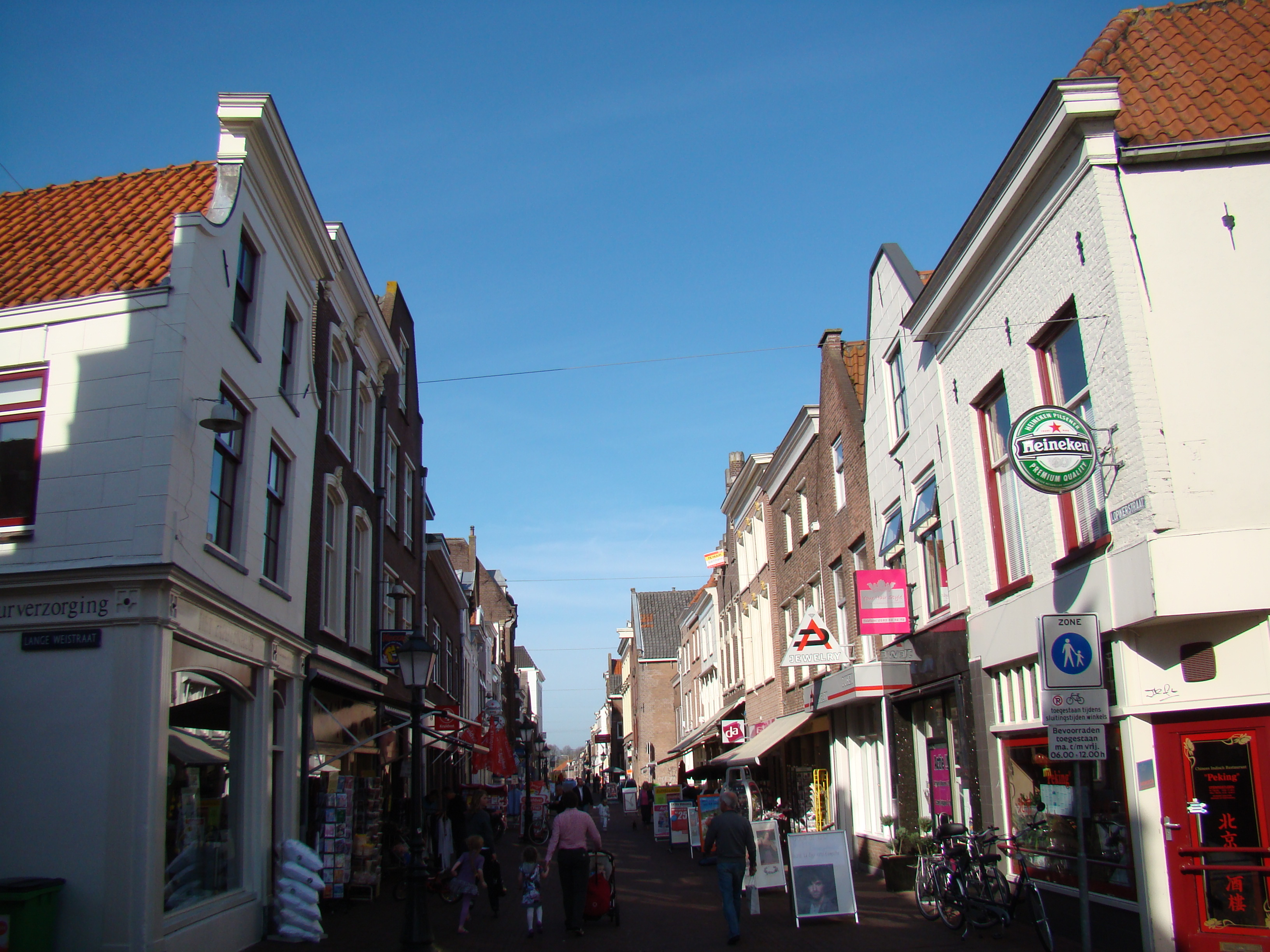

## Personajes célebres
- Juan de Henao (1288-1356), señor de Noordwijk, Beaumont, Gouda y Schoonhoven
- Marigje Arriens (1527), herborista; quemada por bruja en 1591
- Reinier de Graaf (1641-1673), médico y anatomista
- Chantal de Bruijn (13 de febrero de 1976), jugador de hockey internacional
- Jan-Arie van der Heijden (3 de marzo de 1988), futbolista
- Rick Karsdorp (1995), futbolista